# Koš (Słowacja)
Koš – wieś (obec) w powiecie Prievidza w kraju trenczyńskim na Słowacji.

## Położenie
Leży w centralnej części Kotliny Górnonitrzańskiej, ok. 5 km na południowy zachód od centrum Prievidzy. Zabudowania wsi rozciągały się pierwotnie wąskim pasem od doliny Handlovki i linii kolejowej na północnym zachodzie w kierunku stoków Ptacznika i wsi Sebedražie na południowym wschodzie. Obecnie, na skutek podjęcia eksploatacji nisko zalegających pokładów węgla brunatnego i rozległych szkód górniczych centrum wsi przesunęło się w kierunku wschodnim, ku nowo wybudowanej drodze nr 50/64 Prievidza – Nováky.

## Historia
Na terenie miejscowości stwierdzono ślady osadnictwa wczesnosłowiańskiego z VIII-IX w. oraz mogiłę z czasów państwa wielkomorawskiego. Pierwsza pisemna wzmianka o wsi pochodzi z 1367 r. Należała ona wówczas do feudalnego „państwa” z siedzibą na zamku w Bojnicach i występowała jako Andreasdorf (Wieś Andrzeja), co miało związek z patronem miejscowego kościoła farnego, św. Andrzejem Apostołem. Jednak w 1408 r. notowana była już pod obecną nazwą. W latach 1681–1682 została wyrabowana przez kuruców Emeryka Thökölyego, a współdziałający z nimi zagon wojsk tureckich porwał do niewoli jej 82 mieszkańców.
W związku z rozbudową wyrobisk kopalni węgla brunatnego w Novákach, która miała rozpocząć wydobycie pod miejscowością, w 1985 r. rozpoczęto przesiedlanie mieszkańców dolnej części wsi. Trzy lata później rozpoczęło się wydobycie, które spowodowało wielkie osiadanie gruntów. Wytworzone zapadliska, głębokości kilku metrów, w większości zostały zatopione. Powstałe w ten sposób biotopy wodno-błotne stały się siedliskiem m.in. 250 gatunków roślin, 100 gatunków pająków, 33 gatunków ważek, 7 gatunków ryb i 185 gatunków ptaków.

## Zabytki
Pierwotny kościół parafialny pod wezwaniem św. Andrzeja Apostoła, gotycki, pochodził z II poł. XIV lub z początków XV w. Murowany, jednonawowy, z wielobocznie zamkniętym prezbiterium i wieżą od strony zachodniej. W 1940 r. został całkowicie przebudowany w taki sposób, że ze starej budowli pozostało jedynie prezbiterium i wieża. Po przeniesieniu większej części wsi do nowej lokalizacji planowano również całkowite zniszczenie starego kościoła. Dlatego, gdy w 1999 r. wybudowano nowy kościół parafialny p.w. Jezusa Chrystusa Króla Wszechświata, przy jego nawie dostawiono kopię prezbiterium starej świątyni, pełniącą funkcję bocznej kaplicy. Autentyczne prezbiterium udało się jednak ostatecznie uratować. W grudniu 2000 r. ważący ok. 400 ton obiekt przewieziono ok. 2 km i ustawiono w pobliżu nowego kościoła. W marcu roku 2001 stary kościół wraz z wieżą wysadzono w powietrze.
Właścicielem prezbiterium od 2014 r. jest gmina. W prezbiterium, przykrytym sklepieniem krzyżowo-żebrowym, zachował się szereg cennych gotyckich detali, w tym oryginalne pastoforium z malowaną nadstawą oraz nieodsłonięte jeszcze malowidła naścienne. Praktycznie niezabezpieczone, niszczeje ono w oczekiwaniu na restaurację.